# 10000 Myriostos
10000 Myriostos là một tiểu hành tinh vành đai chính được phát hiện bởi A. G. Wilson ngày 30 tháng 9 năm 1951 ở Đài thiên văn Palomar ngày Palomar Mountain, California.